# Жозе де Андраде
Жозе де Андраде (порт. José Bonifácio de Andrade e Silva; 13 червня 1763 — 6 квітня 1838) — бразильський державний діяч і натураліст, народився у Сантусі (штат Сан-Паулу).
У 1800 він був призначеним професором геології в Коїмбрі, і скоро після цього — генеральним інспектором шахт Португалії. В 1812 він був зробленим вічним секретарем Лісабонської Академії. Повернувшись до Бразилії в 1819 році, він примушував Педру I відмовитися виконувати наказ Лісабонського суду про повернення до Португалії, і був призначений одним з його міністрів в 1821. Коли була оголошена незалежність Бразилії, Андрада став міністром внутрішніх і закордонних справ, це призначення було підтверджене Загальними Зборами, але через свої надто демократичні принципи він був звільнений з посади у липні 1823.
При ліквідації Зборів в листопаді, він був заарештований, а потім змішений залишити країну. Бун виїхав до Франції, де жив у вигнанні біля Бордо до 1829 року, коли йому було дозволено повернутися до Бразилії. Але будучи знову заарештованим 1833 супротивниками Педру I, він відійшов від політики і провів решту життя у відставці в Нітерої.
Петаліт, матеріал, що містить літій, був винайдений ним наприкінці 1700-х років під час подорожі до Швеції.